# Hank Jones
Henry "Hank" Jones, född 31 juli 1918 i Vicksburg, Mississippi, död 16 maj 2010 på Manhattan, New York, var en amerikansk jazzpianist, bandledare och kompositör. Jones, som var bror till trumpetaren Thad Jones och trummisen Elvin Jones, spelade med legender som Ella Fitzgerald, John Coltrane och Charlie Parker.
Han var också känd som den som satt bakom pianot och ackompanjerade Marilyn Monroe på Madison Square Garden 1962, när hon sjöng födelsedagssången Happy Birthday, Mr. President till den dåvarande amerikanske presidenten John F. Kennedy.
Jones avled på ett hospice på Manhattan den 16 maj 2010.